# Tucker megye
Tucker megye az Amerikai Egyesült Államokban, azon belül Nyugat-Virginia államban található. Megyeszékhelye és legnagyobb városa Parsons. Lakosainak száma 6762 fő (2020. április 1.). Tucker megye Preston, Grant, Randolph és Barbour megyékkel határos.

## Népesség
A megye népességének változása:
| Lakosok száma | 7111 | 7082 | 6974 | 6968 | 6966 | 6762 |
|               | 2010 | 2011 | 2012 | 2013 | 2015 | 2020 |